# Kunyang Chhish
Il Khunyang Chhish o Kunyang Chhish è la seconda montagna più alta della catena montuosa dell'Hispar Muztagh situata nel Karakorum in Pakistan. 

## Descrizione
La sua altezza è talvolta indicata in 7823 m. Viene comunque posizionata come la 21ªcima più alta del mondo e l'ottava in Pakistan.
Il Khunyang Chhish si trova nel cuore del Hispar Muztagh, a nord del ghiacciaio Hispar, uno dei principali ghiacciai del Karakorum, e ad est della valle del fiume Hunza. Sorge sul lato sud-ovest del ghiacciaio Khunyang mentre Distaghil Sar (la vetta più alta del Hispar Muztagh) domina il ghiacciaio sulla regione settentrionale.

## Prime salite
Il primo tentativo di scalata al Khunyang Chhish venne effettuato nel 1962, ma la salita venne interrotta dopo una valanga che uccise due alpinisti. Un successivo tentativo avvenne nel 1965 ma un altro alpinista morì dopo il crollo di una stretta cresta a 7.200 m.
La prima spedizione ad arrivare sulla cima fu un team polacco guidato da Andrzej Zawada nel 1971. Tuttavia uno dei membri rimase ucciso accidentalmente in un crepaccio.